# Батьово (станція)
Ба́тьово — дільнична залізнична станція Ужгородської дирекції Львівської залізниці на перетині ліній Стрий — Батьово — Чоп та Батьово — Солотвино І між станціями Баркасово (8 км) та Есень (6 км). Розташована у смт. Батьово Берегівського району Закарпатської області.
Відстань до станції Косини Солотвинської лінії становить 10 км.

## Історія
Станція відкрита 24 жовтня 1872 року в складі залізниці Чоп — Королево. 4 грудня 1872 року відкритий рух поїздів лінією до станції Мукачево.
У 1962 році станція електрифікована постійним струмом (=3 кВ) у складі дільниці Мукачево — Чоп.

## Пасажирське сполучення
На станції зупиняються приміські поїзди та поїзди далекого сполучення.
| Рух поїздів по станції Батьово | Рух поїздів по станції Батьово  | Рух поїздів по станції Батьово                     |
| №                              | Маршрут сполучення              | Періодичність курсування                           |
| Далеке сполучення              | Далеке сполучення               | Далеке сполучення                                  |
| ------------------------------ | ------------------------------- | -------------------------------------------------- |
| 13                             | Київ — Солотвино                | Щоденно                                            |
| 14                             | Солотвино — Київ                | Щоденно                                            |
| 39                             | Солотвино — Запоріжжя           | Непарні числа                                      |
| 40                             | Запоріжжя — Солотвино           | Непарні числа                                      |
| 45                             | Ужгород — Харків                | Непарні числа                                      |
| 46                             | Харків — Ужгород                | Непарні числа                                      |
| 81 «Десна»                     | Київ — Ужгород                  | Щоденно                                            |
| 140                            | Кам'янець-Подільський — Ужгород | Щоденно, група вагонів безпересадкового сполучення |
| 82 «Десна»                     | Ужгород — Київ                  | Щоденно                                            |
| 82                             | Ужгород — Кам'янець-Подільський | Щоденно, група вагонів безпересадкового сполучення |
| 265                            | Ужгород — Ковель                | Непарні числа                                      |
| 266                            | Ковель — Ужгород                | Непарні числа                                      |
| 829                            | Львів — Ужгород                 | Щоденно, крім вівторка                             |
| 829                            | Ужгород — Львів                 | Щоденно, крім середи                               |
| Приміське сполучення           |                                 |                                                    |
| 6517/6518                      | Мукачево — Сянки                | Щоденно                                            |
| 6541/6542                      | Сянки — Мукачево                | Щоденно                                            |
| 6519/6520                      | Мукачево — Сянки                | Щоденно                                            |
| 6545/6546                      | Сянки — Мукачево                | Щоденно                                            |
| 6547/6548                      | Сянки — Мукачево                | Щоденно                                            |
| 6523/6524                      | Мукачево — Сянки                | Щоденно                                            |
| 6577                           | Королево — Батьово              | Щоденно                                            |
| 6502/6166                      | Чоп — Львів-Приміський          | Щоденно                                            |
| 6578                           | Батьово — Королево              | Щоденно                                            |
| 6581                           | Королево — Батьово              | Щоденно                                            |
| 6582/6581                      | Батьово — Королево              | Щоденно                                            |
| 6189/6507                      | Львів-Приміський — Чоп          | Щоденно                                            |